# 光明
光、明亮或光明是指光源發出的明亮、光亮，常用来代指善。與暗、黑暗相對。

## 科学研究
物理学上，光（light，或bright）通常指的是人類眼睛可以見的電磁波（可見光），从光源發出光线，照射在物体上，再反射到人的眼睛中受到視知覺的感知。
可見光只是電磁波譜上的某一段頻譜，一般是定義為波長介於400至700奈（纳）米（nm）之間的電磁波，也就是波長比紫外線長，比紅外線短的電磁波。有些資料來源定義的可見光的波長範圍也有不同，較窄的有介於420至680nm，較寬的有介於380至800nm。根据光源的强弱分别爲亮度（luminance），根据颜色的亮度分别爲明度（brightness）。

## 文化艺术
在诗歌、文学、语言、美术、影视艺术、建筑设计等艺术领域，光明常和安全、坦率、力量、美好、乐观、值得期待的、善良、天堂、神祇等正面、积极的意象相联系，和代表负面意象的黑暗相对立。

## 思想哲学
例如在宗教中，光明（英语：brightness；世界語：lumo）是个经常出现的概念，常被用于展现神性或智慧，与黑暗相对立。
在神佛造像中，通常在头顶有代表光明的圓盤。幾乎在所有宗教中，都認識到神祇的身體會發出光明，并作為其神性的象徵。同時，有些宗教還聲稱神祇會將光明灌注到凡人的體內，開啟其智慧，神祇的光明就像神力的外延和介質，因此也是智慧的象徵。
這個世界性的認識並非偶然。在近現代瀕死體驗研究中，生活於基督教社區的、死而復生者很大部分表示在彌留之際會見到一束溫暖、不刺眼的亮光，耶穌或者自己的已故的眷屬會站在其中迎接自己。在佛教的淨土信仰中，也提到成功往生極樂淨土的眾生會見到阿彌陀佛和諸聖人會在一片溫柔慈祥的光明中授手來迎。在某些宗教中，光明可以作為崇拜對象，也許是和古人的太陽崇拜、火崇拜、光明崇拜具有同源性，如祆教（拜火教）、摩尼教、萨满教、基督教和犹太教。從中可見，光明伴隨著种种正面意象的認識，是出於人類對黑暗的恐懼，對光明的嚮往的本能，是人類共有的文化特徵。

### 佛教中的光明

#### 佛教对光的认识
早在公元前6至5世纪的古印度，数论派（Samkhya）和胜论派（Vaisheshika）的学者已形成了光的理论。数论派认为光是组成世间万物的五微尘（tanmatra，即“五唯”——香、味、色、触、声）之一。这五种元素的粒子性并没有被特别说明，并且似乎是被作为连续状态来理解的。
另一种观点来自胜论派，他们提出了一种原子理论，认为物理世界是由非原子的以太、时间和空间所构成。最基本的原子分别是土（prthivı），水（pani），火（agni）和空气（vayu），这里的意思和通常意义上的这几种物质并不等价。这些原子结合形成双原子分子，然后进一步结合以形成更大的分子。这些实物原子被视作是运动的，这种运动似乎还被理解为非瞬时性的。他们认为光线是高速的火（tejas）原子流。当火原子以不同速度运动、以不同形式组合时，光粒子可以展现不同的特征。在公元前一世纪左右的《毗濕奴往世書》（Vishnu Purana）里，阳光被称为“太阳的七辉线”。
印度佛教徒，比如五世纪的陈那菩萨（Dignāga）和七世纪的法称（Dharmakirti），发展出了一种原子论哲学，认为组成现实世界的原子实体其实是光或能量的瞬间流动。光被认为是和能量等同的原子整体，类似于现代光子概念，但是他们把所有物质都一概视作由这些光能粒子所构成。

#### 光明在佛教中的象征意义
佛教认为天人的身体会散發光明，这是东方神佛造像中带着顶光的理论来源。有些天层的天神还会以光明爲食物，而没有世间人类、畜生等的食欲；有的天神则以光明爲语言，比如色界光音天人，不会说话，而是以光明爲沟通媒介，一人想说话则發出光明，另一人看見便能明白他的心意。
天人尚且有光明，證果聖人更是如此。佛教旗所用到的五色，据佛经讲，是释迦牟尼佛方成佛时，从身上散發出的种种光明色彩，每种色彩都有对佛陀的福、德的表征意义。在佛经中，经常提到佛陀将要宣说大法时，会入甚深禅定，發出种种异样的光明，被此光明所普照的人，会消除罪业，增加智慧，甚至达到开悟的程度，故漢傳佛教有“佛光普照”的偈語。在净土崇拜中，光明也代表着佛、菩萨、阿罗汉诸圣的智慧、慈悲的法性内德，净土中处处充满了光明，如阿弥陀佛的全称“阿弥陀婆佛陀”，梵语的本意就是“无量光明觉者”，再如净琉璃净土的本尊药师佛，通身如同琉璃，透明洁净，發出祥和的“琉璃光明”。另有以日、月象征的日天、月天神祇，或日光菩萨、月光菩萨，两者的光明一强一弱，分别代表了力量与慈悲。因為光明是法性的顯現，在藏傳佛教某些教派，也將佛教所稱眾生本自具足的佛性稱為“光明”。

### 基督教和天主教中的光明
在基督教中，黑暗代表撒旦、邪惡。光明代表著耶穌基督或聖母瑪利亞，是公義的象徵。